# Micrómetro (unidad de longitud)

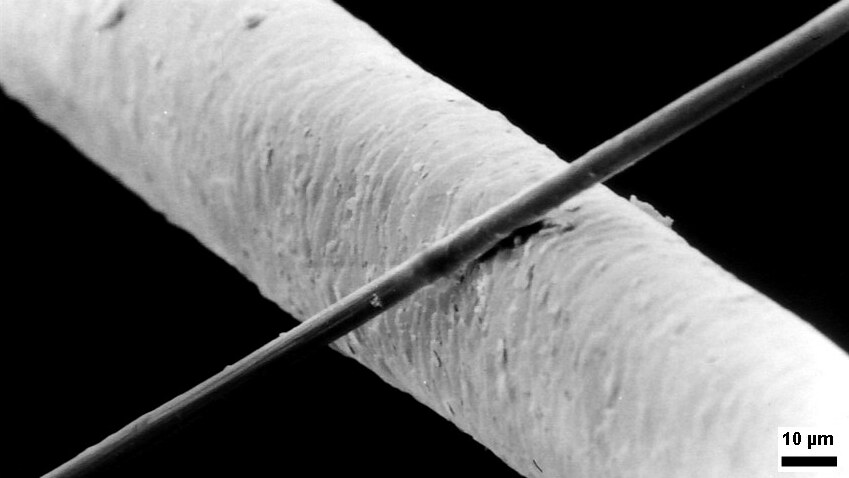
Comparación del cabello humano (en gris claro) con 50 μm de diámetro y un filamento de carbón de 6 μm de diámetro.

El micrómetro, micrón o micra es una unidad de longitud equivalente a una milésima parte de un milímetro. Su símbolo es µm. Su nombre proviene del griego μικρόν (micrón), neutro de μικρός (micrós): peq.

## Otros nombres
Al micrómetro también se le denomina:
- Micrón (plural: micrones), simbolizado µm.
- Micra (plural: micras), simbolizado asimismo µm. En rigor etimológico, este debería ser el plural informal cuando no se use la palabra completa (micrómetro), porque en idioma griego, mikra es el plural (siendo mikro el singular).

En fabricación mecánica, el «micrón» es la unidad de longitud más pequeña, en la cual se expresan las tolerancias de cotas de las piezas que se someten a rectificación.

## Equivalencias
Un micrómetro equivale a:
- Una milésima de milímetro: 1 µm = 0,001 mm = 1 × 10-3 mm
- Una millonésima de metro: 1 µm= 0,000 001 m = 1 × 10-6 m
- Mil nanómetros: 1 µm = 1000 nm

1 mm = 1000 µm
1 m = 1 000 000 µm
1 nm = 0,001 µm.

## Ejemplos
El diámetro del cabello humano va de 70 a 80 µm.
Las partículas que tienen un diámetro menor a 10 micrómetros se denominan PM10.
Las partículas finas tienen un diámetro menor a 2,5 micrómetros y se denominan PM 2.5.
Las partículas submicrométricas tienen un diámetro menor de 1 μm y se denominan PM 1.
Las partículas microfinas tienen un diámetro menor de 0,1 μm y se denominan PM 0.1.
Los pulmones humanos solo pueden retirar partículas superiores a 0,2 micrómetros. Las partículas de tamaño inferior pueden llegar a cualquier parte del cuerpo y producir daños y tumores.